# Hugh Samuel Johnson
Hugh Samuel Johnson (Fort Scott, Kansas, 5 de agosto de 1882 — 15 de abril de 1942) foi um militar estadunidense e dirigente da National Recovery Administration.